# جف فارل
جف فارل (به انگلیسی: Jeff Farrell) (زادهٔ ۲۸ فوریهٔ ۱۹۳۷) شناگر اهل ایالات متحده آمریکا است.